# Central Hockey League (1992–2014)
För andra betydelser, se Central Hockey League.
Central Hockey League (CHL) var en nordamerikansk professionell ishockeyliga som var verksam mellan 1992 och 2014.

## Historik
Ishockeyligan grundades 1992 av Ray Miron, som hade varit chef för en annan ishockeyliga med samma namn, och Bill Levins. CHL var dock initialt centraliserad och ägde samtliga deltagande ishockeylag, ingen annan mindre sportliga var då strukturerad på det viset i varken Kanada eller USA. År 1996 fick CHL konkurrens från Western Professional Hockey League (WPHL). Det ledde till att ishockeyligorna låg i luven på varandra på grund av att de dels konkurrerade med varandra i samma områden. Dels konkurrerade om samma ishockeyspelare och ishockeytränare som fanns att tillgå. I början av 2000-talet ville ishockeyligorna dock sluta fred med varandra och de båda offentliggjorde den 30 maj 2001 att WPHL skulle bli fusionerad med CHL.
Den 7 oktober 2014 meddelade CHL att ishockeyligan skulle upphöra att existera och samtliga sju kvarvarande ishockeylag skulle överföras omgående till ECHL.

## Lagen
Samtliga ishockeylag som spelade i CHL.
| - Allen Americans - Amarillo Gorillas - Arizona Sundogs - Austin Ice Bats - Bloomington Blaze - Bloomington Prairie Thunder - Border City Bandits - Bossier-Shreveport Mudbugs - Brampton Beast - Colorado Eagles - Columbus Cottonmouths - Corpus Christi Ice Rays - Corpus Christi Rayz - Dallas Freeze - Dayton Gems - Denver Cutthroats - El Paso Buzzards | - Evansville Icemen - Fayetteville Force - Fort Wayne Komets - Fort Worth Brahmas - Fort Worth Fire - Huntsville Channel Cats - Huntsville Tornado - Indianapolis Ice - Laredo Bucks - Lubbock Cotton Kings - Macon Whoopee - Memphis River Kings - Mississippi River Kings - Missouri Mavericks - Nashville Ice Flyers - Nashville Nighthawks - New Mexico Scorpions | - Odessa Jackalopes - Oklahoma City Blazers - Quad City Mallards - Rapid City Rush - Rio Grande Valley Killer Bees - Rocky Mountain Rage - San Angelo Outlaws - San Angelo Saints - San Antonio Iguanas - St. Charles Chill - Texas Brahmas - Topeka Scarecrows - Topeka Tarantulas - Tulsa Oilers - Wichita Thunder - Youngstown Steelhounds |

## Vinnare
Samtliga vinnare av CHL:s slutspel.
| - 1992–1993: Tulsa Oilers - 1993–1994: Wichita Thunder - 1994–1995: Wichita Thunder - 1995–1996: Oklahoma City Blazers - 1996–1997: Fort Worth Fire - 1997–1998: Columbus Cottonmouths - 1998–1999: Huntsville Channel Cats - 1999–2000: Indianapolis Ice | - 2000–2001: Oklahoma City Blazers - 2001–2002: Memphis River Kings - 2002–2003: Memphis River Kings - 2003–2004: Laredo Bucks - 2004–2005: Colorado Eagles - 2005–2006: Laredo Bucks - 2006–2007: Colorado Eagles - 2007–2008: Arizona Sundogs | - 2008–2009: Texas Brahmas - 2009–2010: Rapid City Rush - 2010–2011: Bossier-Shreveport Mudbugs - 2011–2012: Fort Wayne Komets - 2012–2013: Allen Americans - 2013–2014: Allen Americans |